# Công Lý (xã)
Công Lý là một xã thuộc huyện Lý Nhân, tỉnh Hà Nam, Việt Nam.

## Địa lý - Hành chính
Xã Công Lý có vị trí địa lý:
- Phía bắc và tây giáp xã Chính Lý
- Phía đông giáp xã Nguyên Lý
- Phía nam giáp Sông Châu Giang và xã Đức Lý

Xã Công Lý cách trung tâm huyện Lý Nhân là Thị trấn Vĩnh Trụ 1 km về phía nam. Diện tích xã Công Lý là:598,58ha, dân số: 10.035 nhân khẩu (2012)
Xã Công Lý bao gồm hai thôn là:
Thôn Phú Đa và Thôn Mạc Hạ. Có 18 xóm. Các xóm Thống Nhất xóm Vương xóm Bá, xóm Tiền Vinh, xóm Cát Tường, xóm Tân Hưng, xóm Đồng Hưng, xóm Thái Đường, xóm Hòa Bình, xóm Tân Tiến, xóm Tân Trung, xóm Tân Thịnh thuộc thôn Mạc Hạ. Các xóm 1, xóm 2, xóm 3, xóm 4, xóm 5,xóm 6 thuộc thôn Phú Đa.